# Carl Malmsten
Carl Malmsten, de son vrai nom Charley Per Henrik Malmsten, né le 7 décembre 1888 à Stockholm, mort le 13 août 1972 à Öland, enterré au cimetière de Vickleby, est un architecte d'intérieur et un architecte de meubles suédois qui a reçu le titre de professeur.

## Biographie
Carl Malmsten est né dans une famille de la haute société de Stockholm. Son père, Karl Malmsten, était un médecin réputé et son grand-père, Pehr Henrik Malmsten, un médecin royal. La mère de Malmsten était la fille du fondateur du Grand Hôtel de Stockholm. Malmsten n'aime pas l'école, mais passe néanmoins son baccalauréat. Lors de son service militaire, il a eu des problèmes de santé et a donc passé un certain temps en Égypte, où il a eu l'occasion de se consacrer à des travaux artistiques. De retour à Stockholm, il obtient une place d'apprenti charpentier de 1909 à 1910. De 1911 à 1916, il étudie en autodidacte et se forme également dans des bureaux d'architectes. Dès 1916, il se fait remarquer en remportant le premier et le deuxième prix d'un concours pour l'aménagement intérieur de l'hôtel de ville de Stockholm. Il a lui-même déclaré que c'était le premier meuble qu'il avait conçu. Le mobilier de la salle du conseil est son œuvre. 
Carl Malmsten était un fervent défenseur du classicisme suédois des années 1920, également connu sous le nom de grâce suédoise. Il a vivement critiqué l'avènement du fonctionnalisme en Suède au début des années 1930. En ce qui concerne l'exposition de Stockholm de 1930, il a été le principal critique. Il s'insurge contre ce « programme médiocre ». Dans une lettre adressée au comité exécutif de l'exposition, il décrit le fonctionnalisme comme un « style lisse, importé, anti-traditionnel, mécaniquement sec et basé sur une fausse objectivité ».
Plusieurs expositions ont suivi au fil des ans, notamment au Liljevalchs Konsthall et au Röhsska Konstslöjdmuseet de Göteborg en 1956. Lors de cette dernière exposition, des meubles destinés à la production en série ont été présentés et les meubles Malmsten ont fait leur percée auprès d'un public plus large. Ces meubles ont été produits par une sélection exigeante d'ateliers dits « clés » et sont toujours vendus, mais dans une gamme très limitée. Les modèles de meubles ont souvent reçu des noms typiques de Malmsten, tels que Samsas, Hemmakvällar, Herrgården, Lata Greven et Jonas Love. À la veille de son 80e anniversaire, en 1969, Carl Malmsten a organisé sa dernière grande exposition, la rétrospective Root and Crown au Liljevalchs Konsthall. C'est ainsi qu'il résumait son œuvre. Malmsten est représenté au Nationalmuseum de Stockholm et au Röhsska Museum, entre autres. Nombre de ses idées ont été redécouvertes par une nouvelle génération autour de l'an 2000 et au-delà.
Des rues portent son nom dans les municipalités de Solna et de Mörbylånga.

## Projet scolaire
En raison de son orientation pédagogique, Carl Malmsten souhaitait que sa philosophie soit concrétisée sous la forme d'un projet scolaire. De cette manière, sa philosophie de la vie pourrait se perpétuer et se développer à travers les générations. L'un des principes fondamentaux de sa pédagogie, qu'il a présenté dans la série d'articles « Principer för forminnets fostran i barndoms- och ungdomsskolor » dans Svenska Slöjdföreningens tidskrift (1921 pp. 109-116, 1922 pp. 97-110), était que l'élan créatif originel de l'enfant devait être nourri dès les premières années d'école et fructifié tout au long de la vie. Il se distancie de l'enseignement des travaux manuels basé sur des « séries de modèles » (dessins prêts à l'emploi d'objets à fabriquer par les élèves) qui a été pratiqué pendant près de cinquante ans depuis que le séminaire des professeurs de travaux manuels de Nääs a été fondé par Otto Salomon dans les années 1870. Ses efforts ont abouti en 1927 à la création de l'école d'Olof et en 1930 à l'école-atelier de Carl Malmsten à Stockholm, qui est devenue en 2000 une branche de l'université de Linköping. En 1957, il a acheté une ferme dans le village ecclésiastique de Vickleby, sur l'île d'Öland, et y a créé l'école d'artisanat de Capellagården. Carl Malmsten a également donné son nom au Carl Malmsten Hantverksgymnasium à Valdemarsvik. Le lycée artisanal de Valdemarsvik a été fermé en 2009.